# Rictichneumon residuus
Rictichneumon residuus är en stekelart som först beskrevs av Thomas Say 1829.  Rictichneumon residuus ingår i släktet Rictichneumon och familjen brokparasitsteklar. Inga underarter finns listade i Catalogue of Life.